# Teslin (Canada)
Teslin è un villaggio del Canada, situato nello Yukon ed include sia la parte propriamente cittadina che l'adiacente riserva indiana.
Si trova al miglio 804 dell'Alaska Highway lungo il lago Teslin. Il suo nome deriva dal nome Tlingit Teslintoo. Teslin ha una delle più grandi concentrazioni di popolazioni native dello Yukon che vive principalmente di pesca e caccia.